# 鄭俊平
鄭俊平（1947年—），廣東潮州人，前任大埔區議會副主席、前任大埔區議會大元區議員，前區局議員，其中於2004年至2007年任大埔區議會主席，前港進聯成員，亦在1983年至2001年間為大埔專綫小巴有限公司股權持有者（後售予進智公交），現時為民建聯大埔支部副主席。他為大埔體育會主席。其兄為商人鄭俊雄，弟為區議員鄭俊和。其女兒鄭美琳 （页面存档备份，存于）於2011年以獨立候選人身份參加區議會選舉。
1982年香港區議會選舉，鄭俊平在大埔南選區以1,530票晉身成為區議會成員；1985年香港區議會選舉在大埔東南選區競逐，敗給李浩輝；1988年香港區議會選舉以2,191票在大埔中選區力壓黃容根。
2003年香港區議會選舉，他在大元選區以2,043票，擊敗得到1,362票的羅錦輝，成功連任。他於2007年區議會選舉中成功連任，但在角逐爭大埔區議會副主席時敗給鄉事派的文春輝，2011年及2015年再度連任，但2019年區議會選舉，他被同區區議員區鎮樺的胞弟區鎮濠擊敗，連任失敗。

## 區議會公職
- 環境、房屋及工程委員會委員
- 文娛康體委員會委員
- 交通及運輸委員會委員

## 其他公職及社團身份
- 全港運動會團長
- 大埔體育會主席
- 大埔區龍舟競賽委員會主席
- 大埔區慶祝香港回歸10周年紀念活動委員會執行副主席
- 大埔各界慶祝中華人民共和國成立59周年國慶籌備委員會主席團執行副主席、顧問團成員
- 大埔各界協會副主席
- 大埔潮州同鄉會成員
- 潮屬各界國慶籌委會主席團成員
- 第十一屆全國人民代表大會代表選舉會議成員
- 香港鄭氏宗親總會成員

## 爭議事件

### 涉嫌超速駕駛
1993年，鄭俊平牽涉一宗吐露港公路的非法賽車案件，他被截停時涉嫌以150公里時速駕駛一輛平治房車。

### 千萬丁屋買賣案
2005年時任大埔區議會主席的鄭俊平曾被香港廉政公署邀請協助調查一宗有關涉及千萬的新界十四鄉及烏溪沙的丁屋買賣食價案。

### 涉嫌詐騙及非法出租官地
鄭俊平及其兄長鄭俊雄二人被控涉嫌自1990年代起佔用大埔一幅土地，並在2000年7月向經營維修汽車的亞青車行東主羅少青，訛稱自己是兩幅新界官地的地主，誘使該名人士支付鄭俊平76.5萬元租金。而他們於2003年1月至2005年4月期間，又向另一運輸公司東主楊志海訛稱他們有權批租同一塊土地，誘使該名人士支付他們共42萬元租金。但後來廉政公署接獲貪污舉報，指兩人並非該地地主，而該地應該是一塊官地。經調查後揭發有關人士涉嫌詐騙兩名修車廠東主租金逾118萬元的罪行。
案件經區域法院審理，暫委法官游德康裁決時稱，兩位承租人洽約時已得悉兩位被告非法佔用土地，因此事件中不涉及欺詐，涉案土地則早在1982年已有寮屋僭建，政府遂以短期租約方式處理，兩被告只出租寮屋範圍予承租人，惟承租人卻擅自挪用寮屋以外之官地。鄭俊平另外涉及一起公職人員行為失當罪，案中稱地政署2000年發現涉案土地被佔用而下逐客令時，鄭俊平派下屬張海明假扮霸佔者，申請短期租約，同時隱瞞自己是區內小巴專線經營者的身份，涉嫌利益衝突。法官遂認為鄭俊平實屬疏忽披露資料，不過並不嚴重至構成行為失當，故此裁定二人三項罪名被不成立。但法官基於二人的行為自招罪嫌，因此拒絕堂費申請。
鄭俊平後指對裁決表示尊重：「全新界，我相信大家都知很多這種事，我相信政府要檢討這一方面。因為這是幾十年沿用至今，這是歷史遺留下來的問題，有些甚至私家地，有些官地，被人霸佔了三十年，都已經是那個人。」
| 議會席位      | 議會席位                                                | 議會席位      |
| ------------- | ------------------------------------------------------- | ------------- |
| 首任          | 大埔區議會 大埔南選區區議員 1982年10月1日—1985年9月30日 | 繼任： 邱福平 |
| 前任： 鄧佩達 | 大埔區議會 大埔中選區區議員 1988年10月1日—1994年9月30日 | 繼任： 潘鳳來 |
| 前任： 鄧佩達 | 大埔區議會 大元選區區議員 2000年1月1日—2019年12月31日   | 繼任： 區鎮濠 |